# San Andrés de Giles (kommunhuvudort i Argentina)
San Andrés de Giles är en kommunhuvudort i Argentina.   Den ligger i provinsen Buenos Aires, i den centrala delen av landet, 100 km väster om huvudstaden Buenos Aires. San Andrés de Giles ligger 51 meter över havet och antalet invånare är 16 243.
Terrängen runt San Andrés de Giles är mycket platt. Det finns inga andra samhällen i närheten.
Trakten runt San Andrés de Giles består till största delen av jordbruksmark. Runt San Andrés de Giles är det glesbefolkat, med 20 invånare per kvadratkilometer.